# Apanteles pyrodercetus
Apanteles pyrodercetus är en stekelart som beskrevs av De Saeger 1941. Apanteles pyrodercetus ingår i släktet Apanteles och familjen bracksteklar. Inga underarter finns listade i Catalogue of Life.